# Renault AE
La Renault Type AE est un modèle d'automobile de compétition du constructeur automobile Renault de 1905.

## Galerie

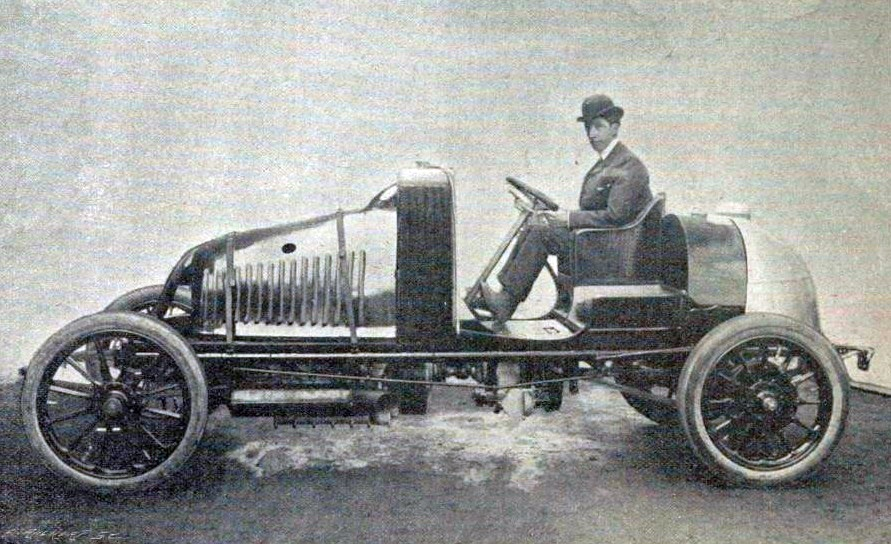
La Renault 60 hp de W. G. Brokaw (ici au volant), 17e avec Maurice Bernin de la Coupe Vanderbilt 1904.
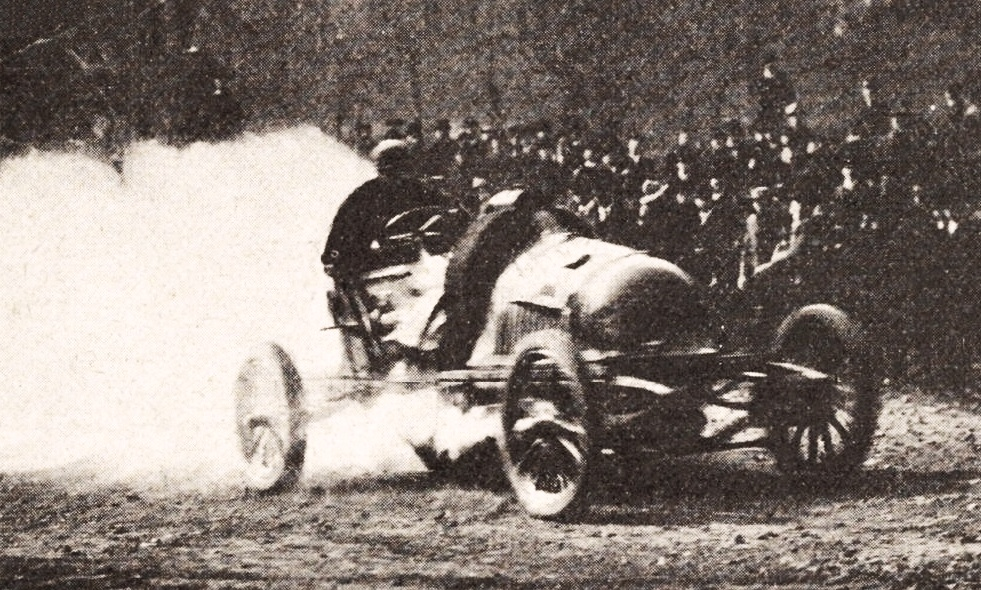
Maurice Bernin vainqueur de la course de côte d'Eagle Rock 1904, avec la Renault 60 hp (pneus Michelin).
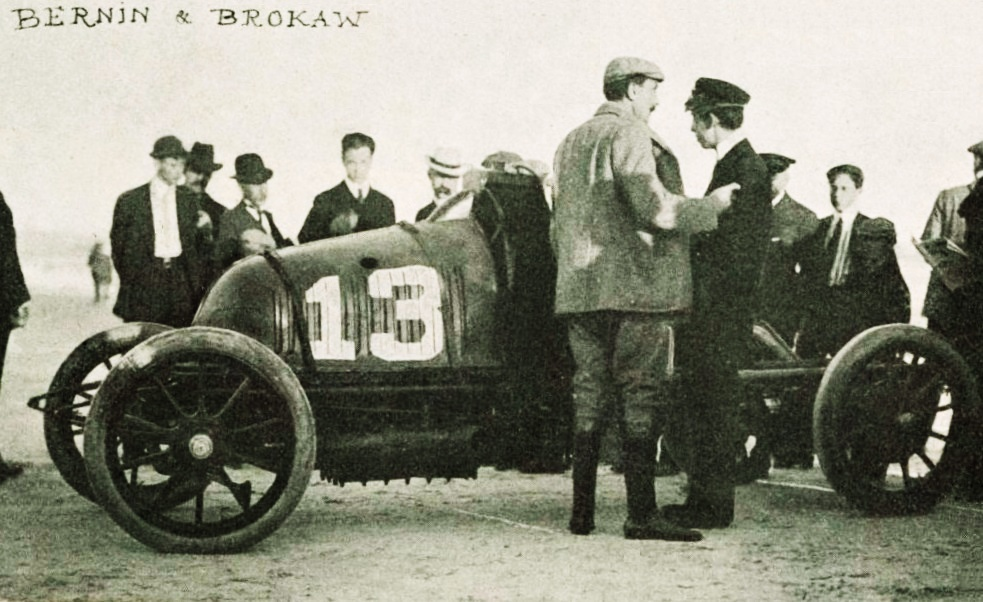
Maurice Bernin (à g.) et Gould Brokaw en discussion au 'Florida Speed Carnival' de janvier 1905 devant la Renault AE 60 hp.